# Schwalbach (Saarland)
Schwalbach è un comune tedesco di 17 126 abitanti, situato nel land della Saarland.